# Stygobromus identatus
Stygobromus identatus é uma espécie de crustáceo da família Crangonyctidae.
É endémica dos Estados Unidos da América.
Os seus habitats naturais são: sistemas cársticos interiores.